# УСТ Січ (Ашаффенбург)
УСТ «Січ» (Українське Спортове Товариство «Січ») — українське спортивне товариство з німецького міста Ашаффенбург.
Засноване восени 1945 року. Діяло в українському таборі Ляґарде Касерне в Ашаффенбурзі. Після приїзду до Піонір Касерне в травні 1946 року мешканців з Швайнфурта, а з ним і товариство «Зоря». Обидва ці товариства 6 червня 1946 року об'єдналися в одне під назвою «Запоріжжя».